# Planctus
Un planctus è una lamentazione, o canzone o poesia che esprime angoscia o dolore. Diventa una forma popolare nel Medioevo, quando i planctus erano scritti sia in latino che in volgare. Un certo numero di varianti sono state identificate da Peter Dronke. Dal nono secolo, i planctus comprendono i dirges per i morti (particolarmente di stirpe reale e gli eroi), i lamenti in volgare cantati da donne, le canzoni germaniche di esilio e di viaggio e i planctus immaginari su temi biblici o classici. Dal dodicesimo secolo egli identifica i lamenti della Vergine Maria (chiamati planctus Mariae) e complaintes d'amour (lamenti d'amore).

## Forme antiche
I primi planctus la cui musica sopravvive sono del X secolo, contenuti nei manoscritti associati all'abbazia di San Marziale a Limoges. Il più antico conosciuto, il Planctus de obitu Karoli, è stato composto intorno all'814 per la morte di Carlomagno. Della metà del XIII secolo sopravvive un antico lamento mariano in lingua catalana, Augats, seyós qui credets Déu lo Payre, o semplicemente una lamentazione poetica con 27 versi ottonari e allitterazioni per ogni verso. Di planctus ritualizzato dalle forme antiche alle lamentazioni collettive nella civiltà contadina lucana ad opera prevalentemente di donne officianti preposte, scriverà l’antropologo italiano Ernesto De Martino nell’opera Morte e pianto rituale nel mondo antico del 1958, secondo cui "La forma più elementare di risplamazione del planctus irrelativo in ritornelli emotivi periodici è data dalle sillabe emotive stereotipe con le quali ha inizio talora il singolo verso della lamentazione cantata."
I planctus in morte di grandi e meno grandi protagonisti, per la caduta o la rovina di città sono svolti da un solo recitante; i planctus veri e propri hanno, invece, una struttura dialogica e intessono di lodi il defunto con il coro-commento di altre voci. Nei drammi della Passione di Gesù il planctus ha un valore diverso: un canto monologico di puro dolore a altissima drammaticità arriva a diventare un ineliminabile elemento scenico, dove il "pianto della Vergine" alla Crocifissione e alla Deposizione è un momento di intesa sintesi tra recitazione monodica in versi e mimica del gesto.